# Résolution 2075 du Conseil de sécurité des Nations unies
Membres permanents
- Chine
- États-Unis
- France
- Royaume-Uni
- Russie

Membres non permanents
- Afrique du Sud
- Allemagne
- Azerbaïdjan
- Colombie
- Guatemala
- Inde
- Maroc
- Pakistan
- Portugal
- Togo

Résolution no 2074 Résolution no 2076

La résolution 2075 du Conseil de sécurité des Nations unies a été adoptée à l'unanimité le 16 novembre 2012. Le Conseil a exigé que le Soudan redéploie immédiatement et sans condition la police pétrolière de Diffra depuis la région d'Abiyé.